# Washim

Stadens och distriktets läge i Maharashtra.

Washim är en stad i delstaten Maharashtra i västra Indien. Den är administrativ huvudort för distriktet Washim och hade 78 387 invånare vid folkräkningen 2011.